# Paul Leonard Hagarty
Paul Leonard Hagarty OSB (* 20. März 1909 in Greene; † 22. September 1984 in Collegeville) war Bischof von Nassau.

## Leben
Paul Leonard Hagarty trat der Ordensgemeinschaft der Benediktiner bei und empfing am  6. Juni 1936 die Priesterweihe. Papst Pius XII. ernannte ihn am 25. Juni 1950 zum Apostolischen Vikar der Bahamas und Titularbischof von Arba. 
Die Bischofsweihe spendete ihm der Apostolische Delegat in den USA, Amleto Giovanni Cicognani, am 19. Oktober desselben Jahres; Mitkonsekratoren waren Peter William Bartholome, Koadjutorbischof von Saint Cloud, und Stephen Joseph Donahue, Weihbischof in New York.
Mit der Erhebung zum Bistum am 5. Juli 1960 wurde er zum Bischof von Nassau ernannt. Er nahm an allen Sitzungsperioden des Zweiten Vatikanischen Konzils teil. Am 17. Juli 1981 trat er von seinem Amt zurück.